# Wolfgang Schiesterl
Wolfgang Schiesterl (* 15. April 1983 in Schladming; † 6. November 2011 in Wien) war ein österreichischer Volleyballspieler.
Während seiner Karriere war Schiesterl für den VBC Stainach, Salzburg, Sokol V, SK Posojilnica Aich/Dob und die SG Arbesbach tätig; außerdem bestritt er 20 Spiele in der österreichischen Volleyballnationalmannschaft.
Schiesterl starb überraschend im Alter von 28 Jahren an einer Lungenembolie. Er wurde am Ottakringer Friedhof in Wien bestattet.